# Hypnum
Hypnum (Cypresmos) er en slægt af mosser med cirka 81 arter, hvoraf syv findes i Danmark. Hypnum kommer af det gamle græske ord hypnon, hvilket var navnet på et mos, der voksede på træer.
| Danske arter |

- Alm. cypresmos Hypnum cupressiforme
- Vortet cypresmos Hypnum andoi
- Sort cypresmos Hypnum imponens
- Hedecypresmos Hypnum jutlandicum
- Lercypresmos Hypnum lindbergii
- Kærcypresmos Hypnum pratense
- Ret cypresmos Hypnum resupinatum